# Carlo Arienti
Carlo Arienti, né le 21 juillet 1801 à Arcore près de Monza (Lombardie), et mort en mars 1873 à Bologne, est un peintre italien.

## Biographie
Carlo Arienti naît le 21 juillet 1801 à Arcore. Cet artiste est l'un des premiers peintres de l'école italienne moderne et est président de l'Académie de Monza. Le roi Charles-Albert lui commande un tableau pour le Palais de Turin, représentant une bataille gagnée par les Piémontais sur les Autrichiens. Il s'établit à Turin. Là aussi la présidence de l'Académie de peinture lui est donné et il forme de nombreux élèves. Il peint de grandes compositions historiques. Son Massacre des Innocents se voit à la Galerie de Vienne. Ses principales œuvres sont : Barbarossa, Beatrice de Tuda, Jérémie, Oreste, Phèdre et Hppolyte, Françoise de Rimini et Portrait de Bellini.
Il meurt le 21 ou 22 mars 1873 à Bologne.